# Ammit

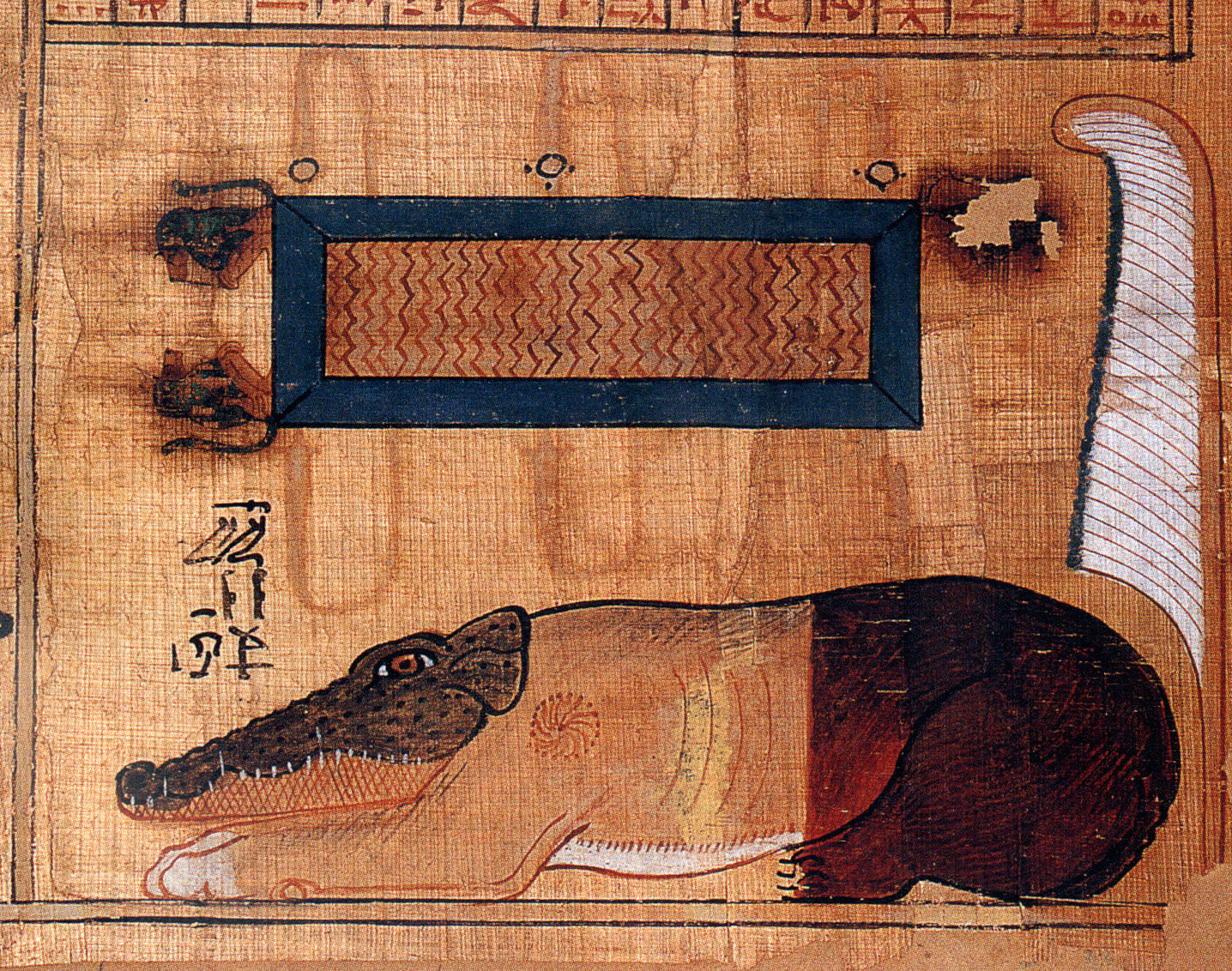
Papiro com a imagem de Ammit mostrando traços leoninos.

Ammit (pronúncia em português: [ˈamit]; "devoradora" ou "comedora de almas"; também conhecida como Ammut, Amut ou Ahemait - sendo "Ahmait" a pronúncia) , na mitologia egípcia, era um demónio fêmea na religião no Antigo Egito, a personificação da retribuição divina para todos os males realizados em vida. Ammit devora aqueles que eram julgados como pecadores, punindo os que não eram aceitos em Amenti. Uma fera com corpo misto de leão, hipopótamo e crocodilo (Descobertas recentes indicam que Ammit não possuía a cabeça de crocodilo e as patas dianteiras de leão, mas sim ao contrário) — os três maiores animais "comedores de homens" conhecidos pelos antigos egípcios.
Era conhecida como o "Devoradora de Corações", "A Devoradora" e "Grande Morte" porque ser um demónio de punição, uma divindade. A cadela do salão do julgamento dos mortos que, por suas vezes , após a morte eram julgados sua bondade por meio do seu coração na balança de Osíris  e dado o peso equivalente a seus atos em vida. Se o coração do falecido pesasse mais que uma pena de avestruz, símbolo de Ma'at, a personificação da verdade e da justiça, a fera devorava o seu corpo, destruindo por completo a sua imagem. Sendo considerada culpada, a alma era destruída por Ammit, devorada e engolida, deixando definitivamente de existir. Existem papiros de autores desconhecidos que contêm orações para deixá-la longe na hora.